# Скворцове
Скворцо́ве (до 1945 року — Ескі́-Лєз, крим. Eski Lez) — село Сімферопольського району Автономної Республіки Крим.

## Опис
Відстань від райцентру до населеного пункта становить 26 кілометрів по прямій.
За даними сільради на 2009 рік площа, яку займає село, складала 215,7 гектарів, на якій у 570 дворах був 2601 мешканець.
Є мечеть та церква.
В селі знаходиться музеї прикладного мистецтва, єдиний у Криму. Його відкрили у старій сільській школі в 1979 році за ініціативи тодішнього директора радгоспу і художника-аматора Андрія Бєлоіванова.

## Історія
В останній період Кримського ханства Лез входив в Акмечетський кадилик Акмечетського каймаканства (адміністративно-територіальна одиниця), перша документальна згадка про поселення зустрічається в Камеральному описі Криму 1784 року, судячи з якого.
У минулі часи спосіб життя села визначали благодатні угіддя в заплаві річки Тобе-Чокрак, яка нині повністю висохла. Селяни тут пасли худобу, вирощували фрукти і виноград.
У 1889 році переселенцями з біловезьких колоній було засноване німецьке лютеранське поселення Альт-Лези. У свою власність вони придбали півтори тисячі десятин землі на правому березі річки Тобе-Чокрак. У 1922 році в селі проживало 126 осіб, з яких 118 – зросійщені німці.
Перед вторгненням до Криму 18 серпня 1941 року всі тутешні німці були примусово виселені спочатку в Ставропольський край, а потім в Сибір і північний Казахстан.
Колись радгосп «Сонячний», центральна садиба якого розміщувалася в Скворцовому, спеціалізувався на вирощуванні технічних сортів винограду.
На пагорбах за Скворцовим ще у 1974 році проклали трасу мотокросу. 
В 2002 році Скворцове представляло Крим на Всеукраїнському фестивалі «Мистецтво одного села», того ж року в селі з'явився м'ясопереробний комбінат групи компаній «Скворцове».
До будівлі садиба заможного німця-переселенця, де розміщується музей і бібліотека, в 2003 році прибудували храм в ім'я Бахчисарайської ікони Божої матері.
До російської окупації місцева насосна станція перекачувала дніпровську воду на очисні споруди, а звідти вона надходила в Скворцове. Нині станція подає артезіанську воду з Іванівського водозабору для потреб Сімферополя. Жителі самого Скворцового відтепер користуються водою зі свердловин, які пробурили за останні роки.
Нині село Скворцове налічує понад 2,5 тисячі жителів.
3 листопада 2014 року в селі впала російська ракета, що була запущена окупаційними військами по неокупованій території України, зруйновано будинок на вул. Терешкової.

## Населення

### Мова
Розподіл населення за рідною мовою за даними перепису 2001 року:
| Мова              | Кількість | Відсоток |
| ----------------- | --------- | -------- |
| російська         | 1891      | 76.22 %  |
| кримськотатарська | 331       | 13.34 %  |
| українська        | 221       | 8.91 %   |
| вірменська        | 13        | 0.52 %   |
| білоруська        | 5         | 0.20 %   |
| інші/не вказали   | 20        | 0.81 %   |
| Усього            | 2481      | 100 %    |